# Boucles de Chou-Reggia
Les boucles de Chou-Reggia sont deux structures autoréplicantes d'un automate cellulaire particulier à 8 états.
La première boucle est composée de 6 cellules :
```
11
3411
```

La deuxième boucle n'est composée que de 5 cellules :
```
11
341
```

Le fonctionnement des boucles de Chou-Reggia est similaire à celui de la boucle de Langton : une excroissance est créée vers un côté des structures et finit par se replier sur elle-même afin de créer une deuxième boucle distincte.